# Gouégolé
Gouégolé une une localité de la sous-préfecture de Santa dans la région du Tonkpi. Elle appartient au département de Biankouma. Gouégolé abrite une population de 4 234 habitants.